# Quarré-les-Tombes
Quarré-les-Tombes är en kommun i departementet Yonne i regionen Bourgogne-Franche-Comté i norra Frankrike. Kommunen ligger i kantonen Quarré-les-Tombes som tillhör arrondissementet Avallon. År 2022 hade Quarré-les-Tombes 621 invånare.

## Befolkningsutveckling
Antalet invånare i kommunen Quarré-les-Tombes
| Referens: INSEE |